# 金沢漆器
金沢漆器（かなざわしっき）とは、石川県金沢市で生産される漆器である。

## 概要
江戸時代に加賀藩は美術工芸を振興し、前田利常の時代には細工所が設立された。藩は京都から五十嵐道甫、江戸からは清水九兵衛といった名工を招聘し、多くの職人が育成された。1899年（明治32年）には金沢漆器同業組合が設立し、中国、インド、欧州への輸出が盛んとなる。1980年（昭和55年）には、経済産業大臣指定伝統的工芸品に指定された。
金沢漆器は、武家好みの造形に豪華な加賀蒔絵の装飾が施されているのが特長である。

## 人間国宝
- 大場松魚
- 寺井直次